# فرديناند بي بير
فرديناند بي بير (بالإنجليزية: Ferdinand P. Beer)‏ (بالفرنسية: Ferdinand Pierre Beer)‏ هو مهندس فرنسي وأمريكي، ولد في 8 أغسطس 1915 في Binic ‏ في فرنسا، وتوفي في 30 أبريل 2003 في بيت لحم في الولايات المتحدة.